# Hrabia Halsbury
Hrabiowie Halsbury 1. kreacji (parostwo Zjednoczonego Królestwa)
- dodatkowe tytuły: wicehrabia Tiverton, baron Halsbury
- 1898–1921: Hardinge Stanley Giffard, 1. hrabia Halsbury
- 1921–1943: Hardinge Goulburn Giffard, 2. hrabia Halsbury
- 1943–2000: John Anthony Hardinge Giffard, 3. hrabia Halsbury
- 2000 -: Adam Edward Giffard, 4. hrabia Halsbury